# 畲江北站
畲江北站，是梅汕铁路的一个车站，位于广东省梅州市梅县区畲江镇杉里村。2019年10月11日通车。

## 车站结构
本站呈高架二层双岛式（2台6线）布局，站房设在东边，门口便是梅畲快速干线公路。

### 车站楼层
| 地上二层 | 上行站台 | 梅汕铁路 潮汕方向（下站：建桥）     |  |  |
|          | 岛式站台 |                                     |  |  |
|          | 上行站台 | 梅汕铁路 潮汕方向（下站：建桥）     |  |  |
|          |          | 梅汕铁路 潮汕方向越行线             |  |  |
|          |          | 梅汕铁路 梅州西方向越行线           |  |  |
|          | 下行站台 | 梅汕铁路 梅州西方向（下站：梅州西） |  |  |
|          | 岛式站台 |                                     |  |  |
|          | 下行站台 | 梅汕铁路 梅州西方向（下站：梅州西） |  |  |
| 地面     | 站厅     | 售票处、候车区、进站口、出站口      |  |  |